# Lucas Oil Stadium
Lucas Oil Stadium is een American football stadion in Indianapolis in Indiana. Het stadion opende zijn deuren in 2008. Vaste bespelers zijn de Indianapolis Colts. Het ontleent zijn naam aan een van de sponsors, Lucas Oil.
Het stadion was gastheer van de Super Bowl XLVI in 2012.